# روموالدو روسي
روموالدو روسي (بالإيطالية: Romualdo Rossi)‏، صحفي وكاتب إيطالي، ولد في 1877 في بولونيا في إيطاليا، وتوفي في 1968 في ميلانو في إيطاليا.